# Беланте Стационе (Терамо)
Беланте Стационе (итал. Bellante Stazione) је насеље у Италији у округу Терамо, региону Абруцо.
Према процени из 2011. у насељу је живело 3393 становника. Насеље се налази на надморској висини од 115 м.